# Sports (középlemez)
A Sports a Speedy Ortiz első középlemeze, amelyet 2012. június 5-én adott ki az Exploding in Sound Records.

## Számlista
Az összes dal szerzője Sadie Dupuis. 
| 1.    | Basketball    | 2:21 |
| 2.    | Indoor Socker | 3:14 |
| 3.    | Curling       | 3:11 |
| 4.    | Silver Spring | 3:33 |
| 5.    | Suck Buddies  | 4:07 |
| 16:26 |               |      |

## Közreműködők

### Speedy Ortiz
- Sadie Dupuis – ének, gitár, borító
- Mike Falcone – dob
- Darl Ferm – basszusgitár
- Matt Robidoux – gitár

### Gyártás
- Dan Angel, James Ryskalchick – felvétel
- Justin Pizzoferrato – keverés
- Keith Freund – maszterelés
- Aaron Maine – borító